# Storia di Savoca
Questa voce tratta in dettaglio la storia di Savoca.

## Antichità e Alto Medioevo (III-XI secolo)
Sulle origini della cittadina di Savoca esistono varie congetture.
1. Secondo la prima, proposta da Agatino Ajello, il primitivo centro abitato di Savoca ebbe origine in epoca tardo-antica, IV-V secolo d.C. In quegli anni le prime incursioni barbariche dei Vandali resero insicura la vita sul litorale ionico, ove sorgeva Phoinix, villaggio ubicato presso la foce del torrente Agrò (ove sorge Santa Teresa di Riva) abitato da agricoltori e pescatori, che, nell'estate del 36 a.C. aveva dato ospitalità all'esercito di Sesto Pompeo prima della battaglia contro Ottaviano. Quindi sembrerebbe che, tra il 365 e il 410 d.C., il villaggio di Phoinix si spopolò fino a scomparire e i suoi abitanti diedero origine al più sicuro sito di Pentefur, che fu il primo nucleo abitativo di Savoca[1].
2. La seconda teoria vuole che l'origine di Savoca/Pentefur sia ascrivibile sempre agli abitanti di Phoinix, ma nel I secolo a.C. Parrebbe che Ottaviano abbia distrutto Phoinix per punire l'ospitalità data da questa alle armate di Sesto Pompeo; gli abitanti superstiti avrebbero deciso di fondare uno nuovo abitato in un sito collinare più salubre, ubicato ove oggi sorgono le rovine dell'omonimo castello e il quartiere del centro storico ancora nominato "Pentefur". Potrebbe sembrare condivisibile anche l'opinione di alcuni storici locali moderni, secondo la quale Pentefur sarebbe stata l'arx, cioè l'acropoli, della città di Phoinix[2]

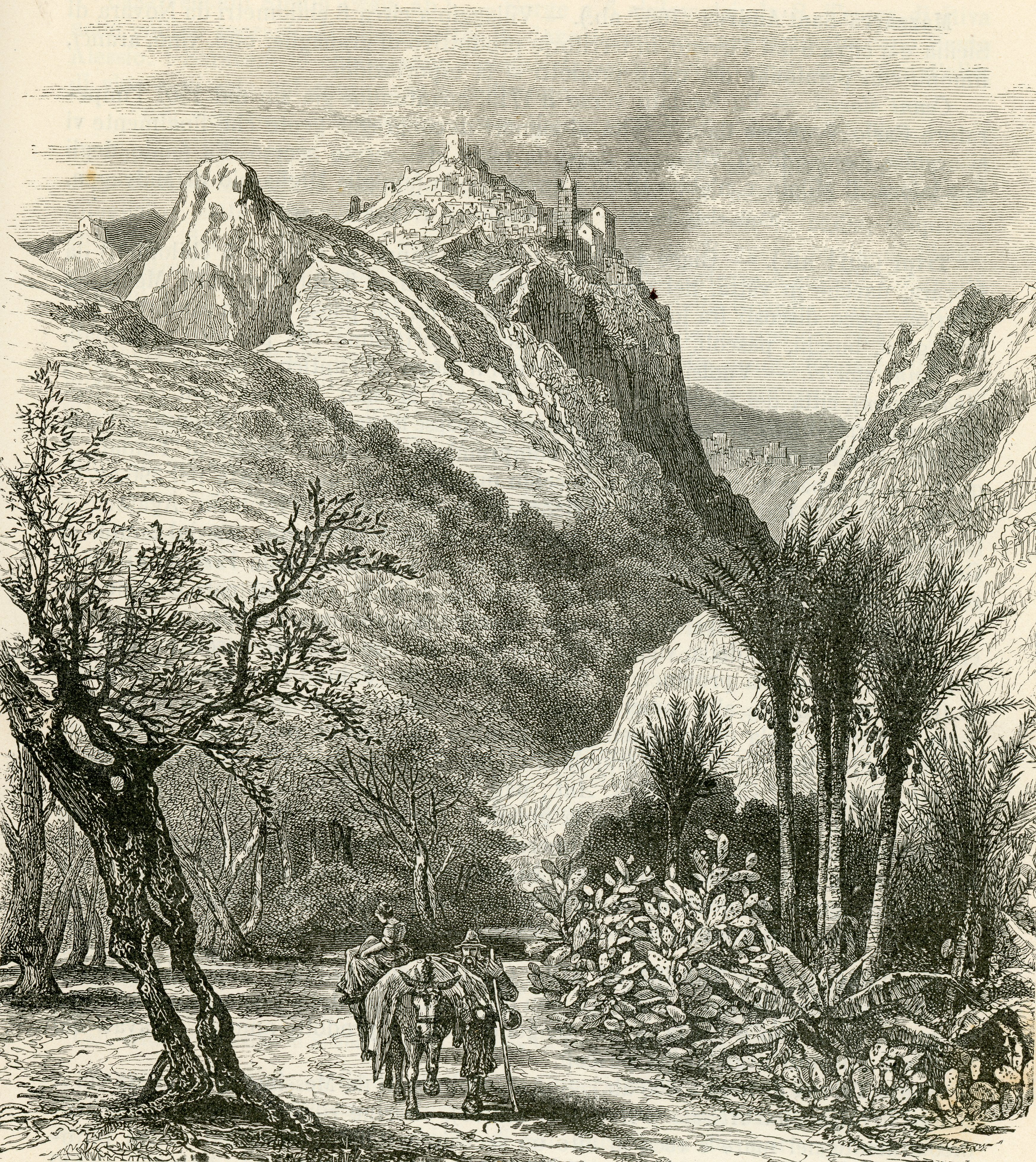
Veduta di Savoca, Josiah Wood Whymper (incisore, 1813-1903) (da un disegno di Harry Fenn) 1878. L'incisione reca erroneamente il toponimo di Limina ma si tratta di un evidente refuso

1. Nel 1936, padre Basilio Gugliotta da Naso e padre Giampietro Rigano da Santa Teresa di Riva, frati cappuccini che abitarono nel convento di Savoca, sostenevano che i Pentefur fossero un gruppo di persone venuto dalla città di Phoinix, in un periodo in cui, per un motivo o per un altro, la vita sul litorale non era più sicura e agevole. Il toponimo Pentefur deriverebbe quindi dal patronimico Punctifur che stava probabilmente a indicare il nome di un eroe o capopopolo o di un qualche gruppo sociale[3].
2. Secondo lo storico siciliano Tommaso Fazello, Savoca ebbe origine solo nel XII secolo, quando Re Ruggero II di Sicilia, "accozzando insieme alcuni villaggi saraceni" istituì un nuovo feudo, fondandone dal nulla il capoluogo sul colle bivertice di Pentefur[4].
3. Una poco verosimile leggenda popolare, di origine medievale, narra che Savoca venne fondata da cinque ladroni (pente dal greco cinque, e fur dal latino ladro) che evasi dal carcere della vicina Tauromoenium, trovarono sicuro rifugio sul colle bipartito ove sorge il centro storico di Savoca, e da lì iniziarono le loro scorrerie per le contrade vicine[3][5].
4. Infine, secondo recenti studi, in toponimo "Pentefur" deriverebbe da "πέντε - pente" = cinque e "φυλή - fulè" = quartiere, quindi cinque quartieri, per il fatto che l'originario abitato di Savoca, attorno all'VII secolo era ripartito in cinque quartieri. Detta recente teoria collocherebbe la nascita di Pentefur alias Savoca ad un periodo compreso tra la tarda età antica e il IX secolo d.C. 
A tutt'oggi, l'assenza di ritrovamenti archeologici non consente di stabilire quale delle suesposte teorie sia corrispondente alla realtà storica dei fatti.

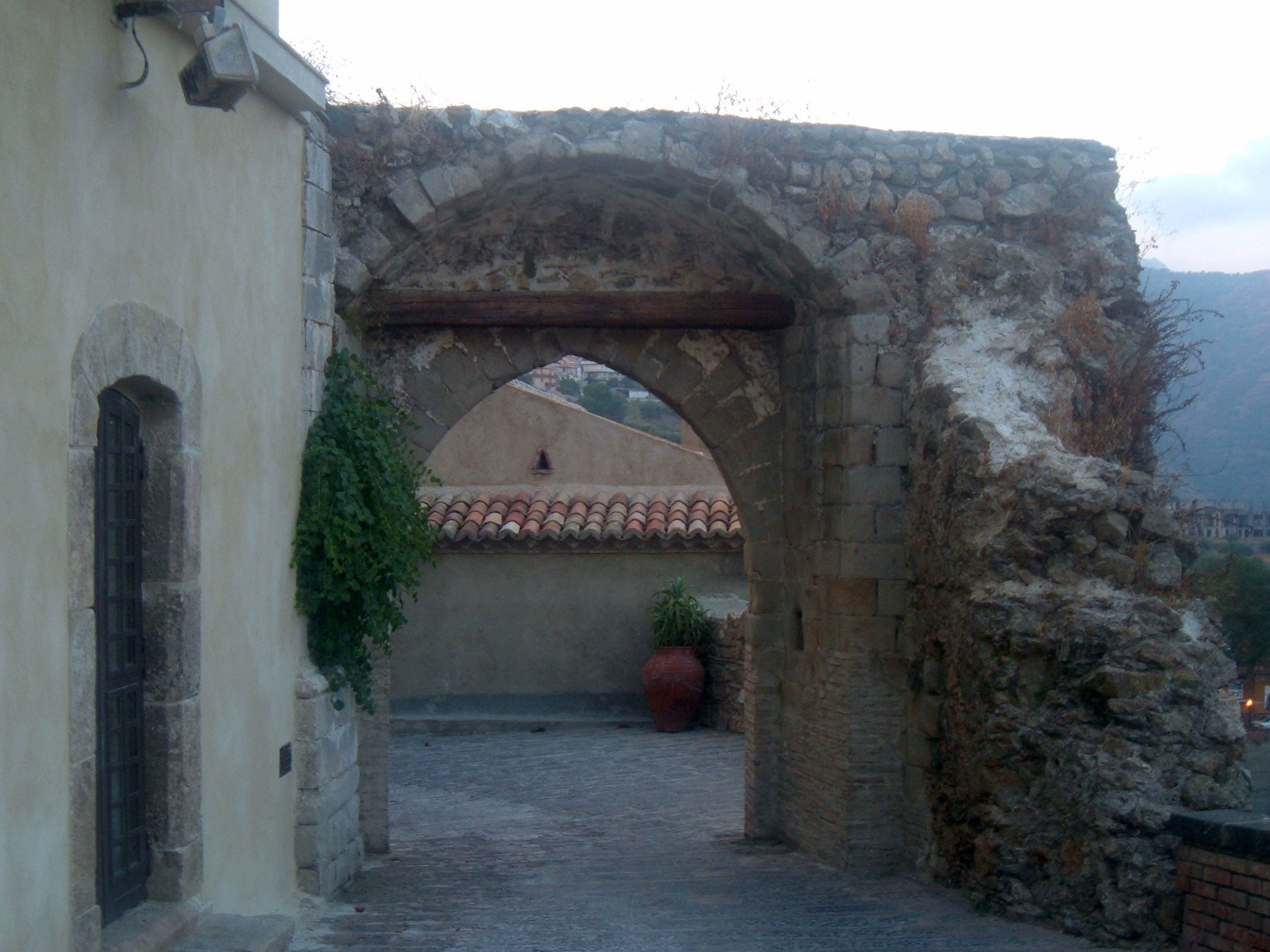
La Porta della Città (XII secolo) vista dall'interno, a sinistra il Palazzo della Curia

La rocca di Pentefur venne conquistata dagli islamici nell'827 e successivamente fu annessa all'Emirato di Sicilia, rimanendovi fino al 1072. 
Sembrerebbe che il nome Siculo arabo dato al piccolo centro fosse "Kalat Zabut" (Rocca del sambuco, dal nome della pianta che cresce rigogliosa su quelle alture) anche se in alcune mappe e documenti risulta la denominazione "Balm", da Palma. Venne riadattata l'antica fortezza di Pentefur che mantiene ancora il primitivo nome. Dal momento in cui Savoca entrò a far parte dell'Emirato di Sicilia, conobbe il suo primo periodo di sviluppo, vennero introdotte le coltivazioni degli agrumi, della melanzana, della canna da zucchero, del cotone e dell'albicocco e l'allevamento del baco da seta.

## Basso Medioevo (XI-XVI sec) - Savoca nel Regno di Sicilia

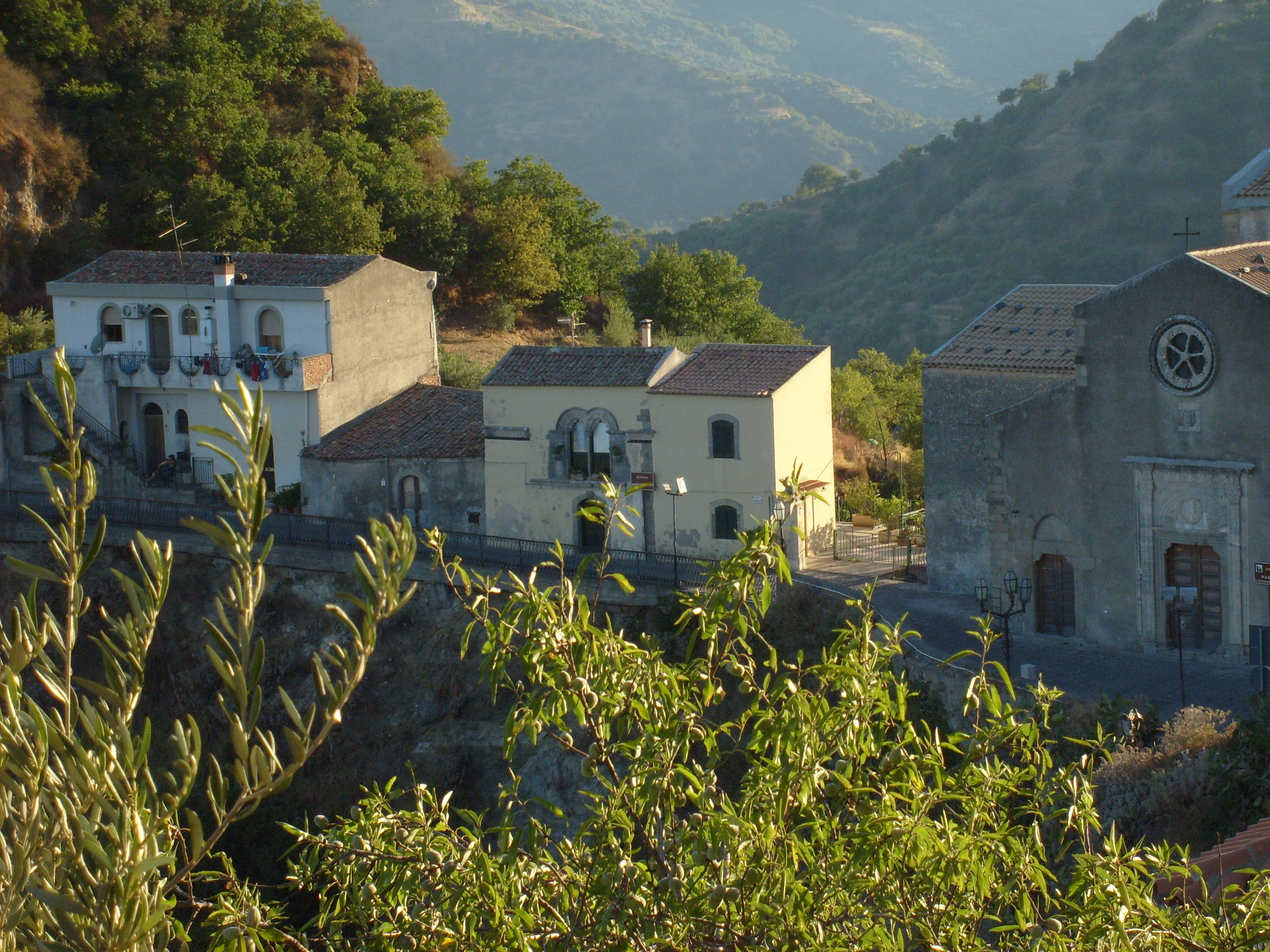
La casa quattrocentesca con bifora (XV secolo) accanto alla Chiesa Matrice

Lo sviluppo di Savoca aumentò a partire dall'XI secolo, quando la cittadina entrò a far parte prima della Contea di Sicilia e poi del Regno di Sicilia. Venne rinominata "Sàbuca" (termine tardo-latino che sta ad indicare la pianta del sambuco) e munita di una cinta muraria dotata di due porte d'accesso di cui una ancora esistente. In anni recenti, qualche studioso di storia locale ha voluto dare una diversa origine etimologica del toponimo "Savoca", sostenendo che esso derivi dal Siculo arabo "As-Sabuqah" che andrebbe tradotto come "sella" oppure come "luogo difficilmente accessibile".
Nel 1139, il re di Sicilia Ruggero II istituì una Baronia, detta "Universitas Sabucae" o "Terra di Savoca", ponendo sotto la sua giurisdizione politica, religiosa e giudiziaria tutti i centri abitati compresi tra il torrente Agrò ed il torrente Pagliara (inclusi i villaggi di Misserio, Locadi e Pagliara) e tra il mare Jonio e la linea spartiacque della catena dei monti Peloritani. Tale territorio, venne donato in feudo all'Archimandrita di Messina, il quale possedeva personalmente 24 dei 48 feudi in cui la Terra di Savoca era ripartita e, da signore feudale, vi esercitava i poteri di "mero e misto imperio", nominando e facendo eleggere alle cariche di governo della città persone di sua fiducia; inoltre gli abitanti di Savoca erano obbligati a diverse prestazioni a vantaggio del loro signore feudale, come il pagamento di una tassa annua sulla casa. Il primo signore della Terra di Savoca fu l'archimandrita messinese Luca I, abate basiliano. Nella prima metà del XII secolo si edificò, su preesistente struttura, la Cattedrale siculo-normanna dedicata alla Madonna Assunta, la quale si conserva ancora pur avendo subito una consistente modifica strutturale nel XV secolo.
Al 1150 risale la prima citazione ufficiale dell'abitato di Savoca, ad opera del geografo siculo-arabo Idrisi col nome di "Sant'ili". Altri documenti coevi o più risalenti appellano questo centro abitato col nome di Balm (=Palma: Phoinix). Un altro antico documento che parla di Savoca risale al XII secolo, è custodito nell'Archivio Vaticano, si tratta di un documento fiscale denominato "Collectoria".
Nel corso del Duecento Savoca si arricchì di almeno due edifici sacri (la Chiesa di San Michele e la Chiesa di San Nicolò); prese parte alla Quinta Crociata e, nel 1282, partecipò ai Vespri siciliani. Durante la Guerra del Vespro, contro i nemici angioini, Savoca fornì al Regno Siciliano venti arcieri per la difesa della strada tra Messina e Taormina.
Nell'autunno del 1347 anche a Savoca (proveniente da Messina) si propagò il flagello della peste nera che cagionò gravissime perdite tra la popolazione residente e frenò l'ascesa economica della città. 
Nel corso (o alla fine) di questo frangente epidemico, il 30 novembre 1355, pochi mesi dopo la sua ascesa al trono, re Federico IV di Sicilia, elevò il Castello di Pentefur a "Castello Regio", sottraendolo di fatto al controllo politico degli Archimandriti messinesi e attribuendolo al nobile messinese Guglielmo Rosso Conte d'Aidone; con "lettera patente", il giovane monarca siciliano ordinò, all'archimandrita Teodoro e ai sindaci e giurati della città di recarsi al Palazzo della Curia di Savoca per giurare fedeltà al nuovo capitano del castello; secondo documentate testimonianze i suddetti notabili e ufficiali si rifiutarono di obbedire al re. Nel periodo in cui il Pentefur fu "Castello Regio", si avvicendarono come castellani alcuni esponenti della nobiltà militare siciliana. Successivamente, a partire dal 1386, con l'Archimandrita Paolo III, il Castello di Pentefur tornò definitivamente sotto il controllo dell'Archimandritato messinese, non risultando più nel novero dei "Castelli Regi". Per sopperire alle gravi perdite umane dovute alla peste nera, la città, durante tutta la seconda metà del XIV secolo, fu soggetta a un lento ma costante ripopolamento che fu alla base della ripresa che caratterizzò i due secoli successivi.

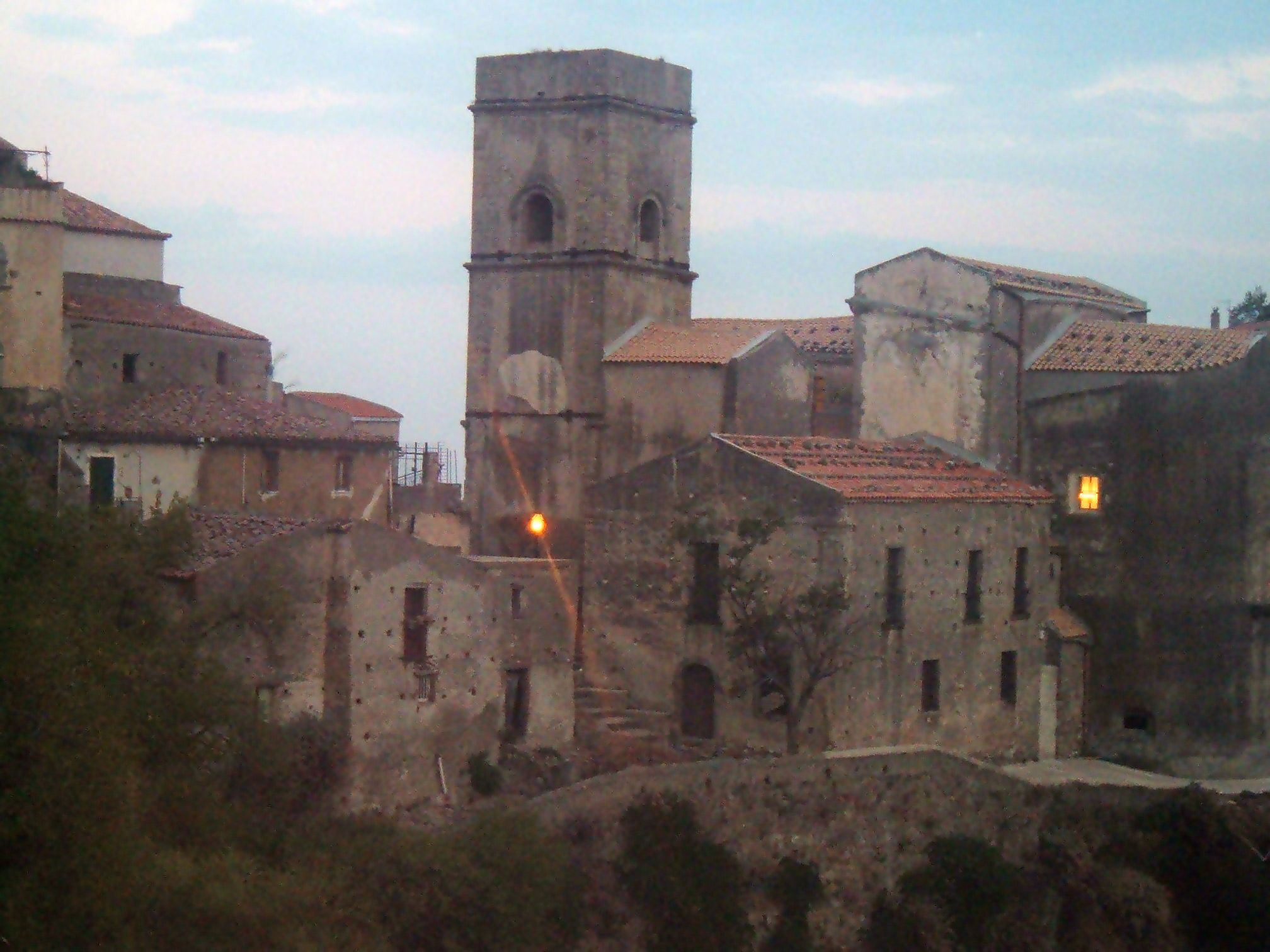
Scorcio del quartiere Pentefur con al centro la Chiesa Madre (secolo XII)

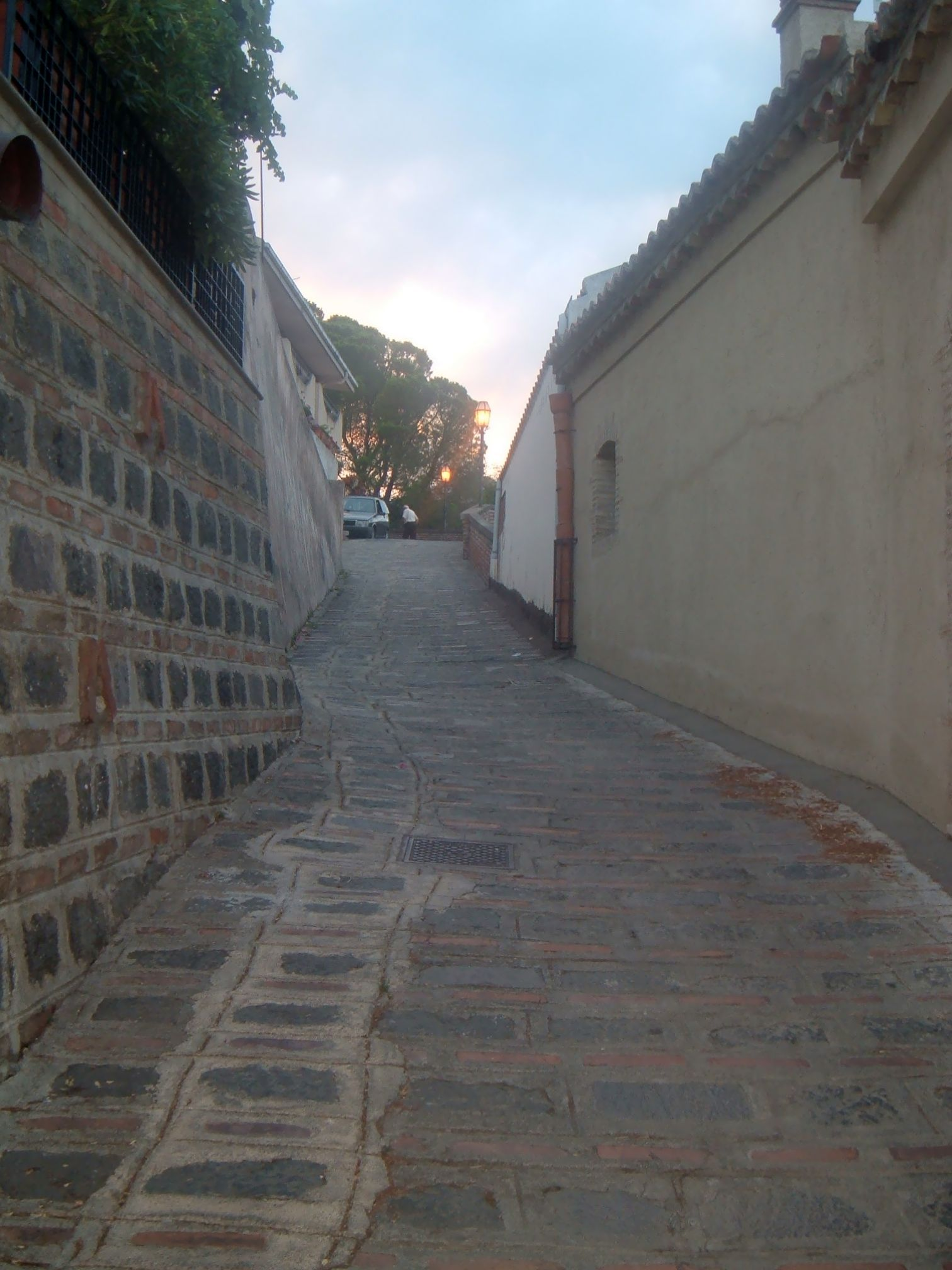
Una caratteristica via del quartiere Cappuccini

## Rinascimento siciliano (XV-XVII secolo)
All'inizio del Quattrocento, la cittadina di Savoca entrò in una nuova fase di sviluppo economico e demografico. In questo periodo si stabilirono nella cittadina collinare, provenienti da Messina, esponenti della piccola nobiltà e dell'alta borghesia, come i Bucalo, i Trimarchi, i Crisafulli e i Trischitta. Provenienti dal Catanese erano le ricche famiglie dei Toscano e dei Nicòtina. Lo stesso Archimandrita messinese Luca IV de Bufalis, tra il 1421 e il 1450, accompagnato da tutta la sua corte, si trasferì in Savoca, ritenuta più salubre di Messina. 
Nel 1468, papa Paolo II istituì una minuscola diocesi archimandritale, con capoluogo Savoca, comprendente i territori di Casalvecchio, Pagliara, Locadi, Antillo, Misserio, Forza d'Agrò, Mandanici, Alì, Itala, San Gregorio e Sant'Angiolo.
Nella seconda metà del Quattrocento la cittadina conobbe, su iniziativa dell'Archimandrita Leonzio II Crisafi, un certo incremento edilizio. Venne ampliata e ristrutturata, per opera dell'architetto savocese messer Pietro Trimarchi (1465-1534), la Chiesa di Santa Maria in Cielo Assunta. Subirono analoghi interventi di ampliamento anche la chiesa di San Nicolò e la chiesa di San Michele. Il Castello di Pentefur venne restaurato e ampliato; l'abitato, che fino allora era abbarbicato al colle bivertice di Pentefur, si espanse sensibilmente. Nacquero così, fuori dalla cinta muraria, due nuovi quartieri: "lu Burgu" (il Borgo) con svariate ed eleganti abitazioni appartenenti alle famiglie più agiate, e "Sant'Antonio", con l'omonima chiesetta oggi scomparsa. Infine, tra il 1444 e il 1456, presso piazza Fossìa, si eressero la chiesa dedicata a Santa Lucia e l'annesso convento Domenicano (crollati per una frana nel 1880) ove prese i voti e studiò il religioso savocese mons. Domenico Casablanca che fu poi vescovo di Vico Equense.
Nel 1487, a dimostrazione della vitalità dei commerci, venne istituita a Savoca la "Fiera annuale della Beata Vergine Maria della Misericordia", presso la quale gli scambi commerciali avvenivano senza il pagamento del consueto sistema daziario. Fu in quegli anni che la cittadina collinare superò i quattromila abitanti. 
Durante il XIV e il XV secolo nell'area di Savoca (e di buona parte del messinese) era diffusa, da almeno quattro secoli, la coltivazione della canna da zucchero il cui (allora raro e prezioso) frutto veniva esportato dal Regno di Sicilia nella penisola italica e in Europa; lo zucchero siciliano impressionò anche Lorenzo il Magnifico che lo ritenne, insieme con l'ambrosia, una delle due cose più dolci del mondo.

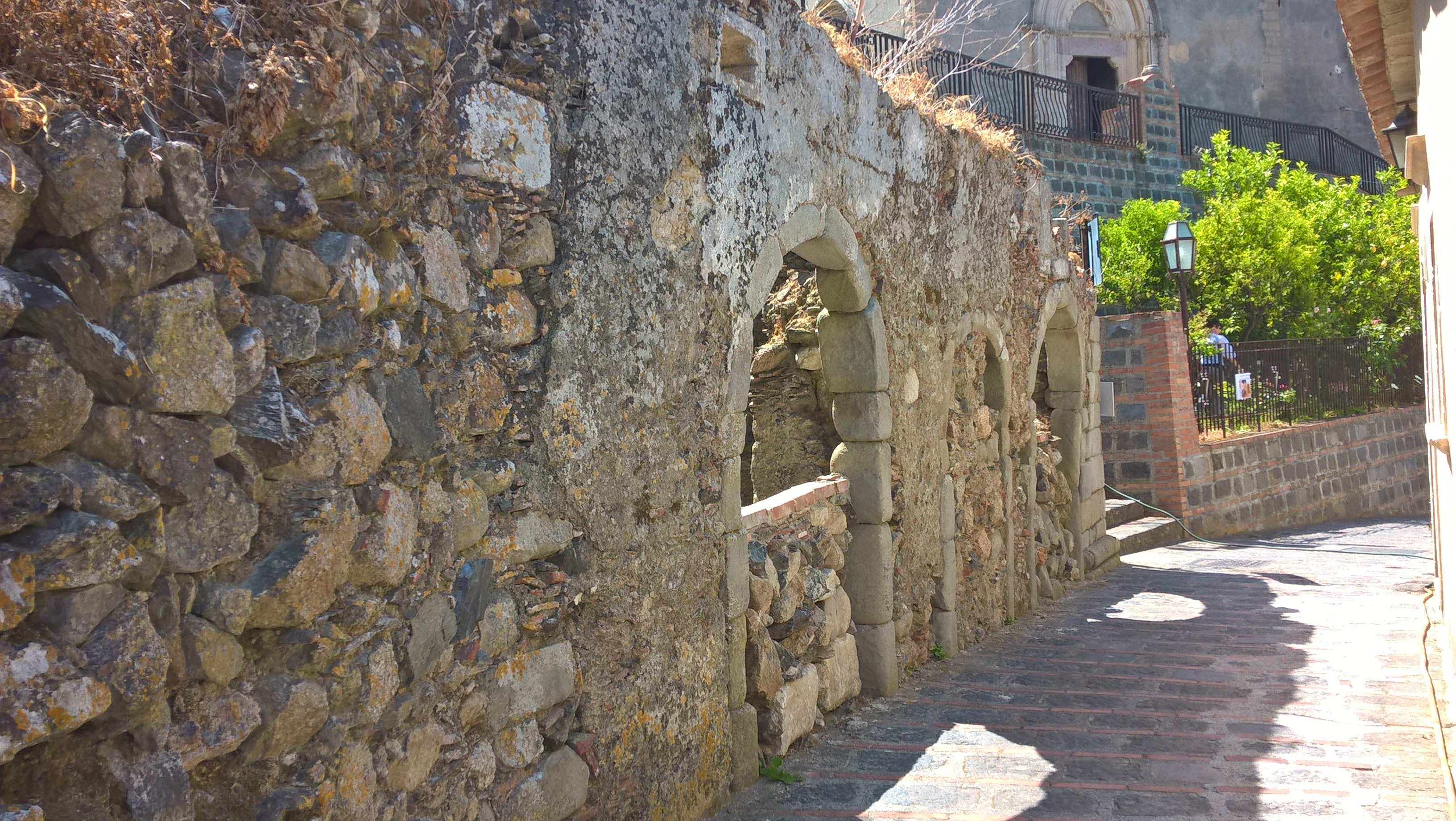
Rovine della Sinagoga di Savoca

Fino al 1492, nella Terra di Savoca era presente una consistente comunità ebraica: non sono ben chiare le origini di detta comunità nel territorio, esistono però documenti, risalenti al 1409 e al 1470, dai quali si evince che, in quegli anni, vi dimoravano circa 250/300 ebrei, ripartiti in circa 50/60 famiglie. I giudei savocesi erano soprattutto abili tessitori e tintori e non mancavano quelli dediti alla lavorazione del ferro e della seta e alla coltivazione della canna da zucchero e della vite. Il gruppo più numeroso di ebrei era dislocato nel centro abitato di Savoca e in quello vicino di Casalvecchio, ove esiste ancora una via del centro storico nominata "Strada della Judeca". Di tale comunità giudaica facevano parte anche persone economicamente agiate, ciò si evince dal fatto che, nel marzo 1492, quando venne emanato l'editto di espulsione da parte di re Ferdinando II, i notabili savocesi del tempo non si fecero scrupoli per accaparrarsi più ricchezze possibili tra quelle confiscate agli ebrei. Nel centro storico, accanto alla duecentesca chiesa di San Michele, esistono ancora i ruderi di quella che fu la Mischita, ossia la sinagoga di Savoca. Anche nella toponomastica e nei cognomi locali sono rimaste evidenti tracce di questa presenza ebraica.
Tra i primi anni del XV secolo e la fine del XVII, Savoca era nella sua fase di maggior sviluppo e prestigio, essendo (insieme a Taormina) la città più importante nel territorio compreso tra la Scaletta e il fiume Alcantara: arrivò a contare, nel censimento del 1540, 4.969 abitanti. Catania, nello stesso censimento, non superò i trentamila. La cittadina godeva di una rilevante vitalità politica nel territorio del Val Demone, ne sono prova le ambizioni di autonomia da Messina che, nel 1567, sfociarono in una controversia di competenza territoriale sull'esercizio della giurisdizione civile e penale nel Territorio di Savoca tra lo Strategoto messinese e la Corte Capitanale savocese. A partire dal 1583, Savoca venne inserita nella comarca di Taormina, mettendo a disposizione del Regno di Sicilia una legione di 72 fanti e 2 cavalli. Notevole era lo sviluppo delle attività agricole, commerciali e artigianali come la coltura della vite e del baco da seta (in quegli anni erano censite nella Terra di Savoca circa venti filande per la lavorazione della seta). Il vino, l'olio d'oliva, e le sete locali erano famosi e ricercati in tutta la Sicilia e non solo, nel 1541, re Carlo V ricevette in dono dal Senato Messinese cento botti di rosso vino savocese.
Oltre all'agricoltura e all'industria della seta, erano sviluppati i settori della pesca, dell'artigianato e dell'estrazione mineraria; riferisce Vito Amico che, nel territorio di Savoca, erano presenti giacimenti di piombo, ferro e antimonio, una piccola cava di marmo e "acque col sapore di petrolio". Secondo riveli risalenti al 1584, Savoca risultava ripartita in quattro quartieri: il quartiere "di la Porta", il quartiere "di li Turri", il quartiere "di la Majuri Ecclesia" e il quartiere "di lu Burgu", così nominati nella lingua siciliana dell'epoca.
Dal 1589 il litorale costiero sotto la giurisdizione savocese assunse rilevanza strategico-militare, tanto da essere presidiato da una guarnigione militare. Nel 1652, in Savoca erano censite 1.156 case, sorgevano 17 chiese, tre conventi, un ospedale (ubicato, a detta dello storico Giuseppe Trischitta, nel quartiere San Giovanni) e diversi eleganti palazzotti signorili appartenenti alle famiglie più ricche del paese. 
Vito Amico, a metà del XVIII secolo, così descriveva l'abitato di Savoca: 
Tra gli archimandriti messinesi che nei secoli si distinsero per lo sviluppo di Savoca, spiccano Leonzio II Crisafi (in cattedra dal 1468 al 1503), che restaurò il Castello di Pentefur e la chiesa matrice, promuovendo la realizzazione di altre opere e Alfonso d'Aragona (in cattedra dal 1503 al 1510), che per primo avviò il popolamento e lo sfruttamento delle allora desolate contrade rivierasche. 
Nella fase di massima espansione territoriale (XVII secolo), sotto la giurisdizione politico-amministrativa della Terra di Savoca, erano compresi gli attuali comuni di Savoca, Santa Teresa di Riva, Furci Siculo, Casalvecchio Siculo, Antillo, Roccalumera (in parte) e Pagliara. Nel 1603 gli abitanti di Casalvecchio riuscirono a conseguire l'autonomia municipale per il loro villaggio con decreto del Viceré di Sicilia; tuttavia le autorità savocesi, grazie al prestigio di cui godevano a Palermo e Messina, ottennero la cancellazione di detto decreto vicereale e, su decisione della Deputazione del Regno di Sicilia e della Corte Straticoziale, il casale di Casalvecchio, nel 1608, tornò alle dipendenze di Savoca.

## Il Seicento

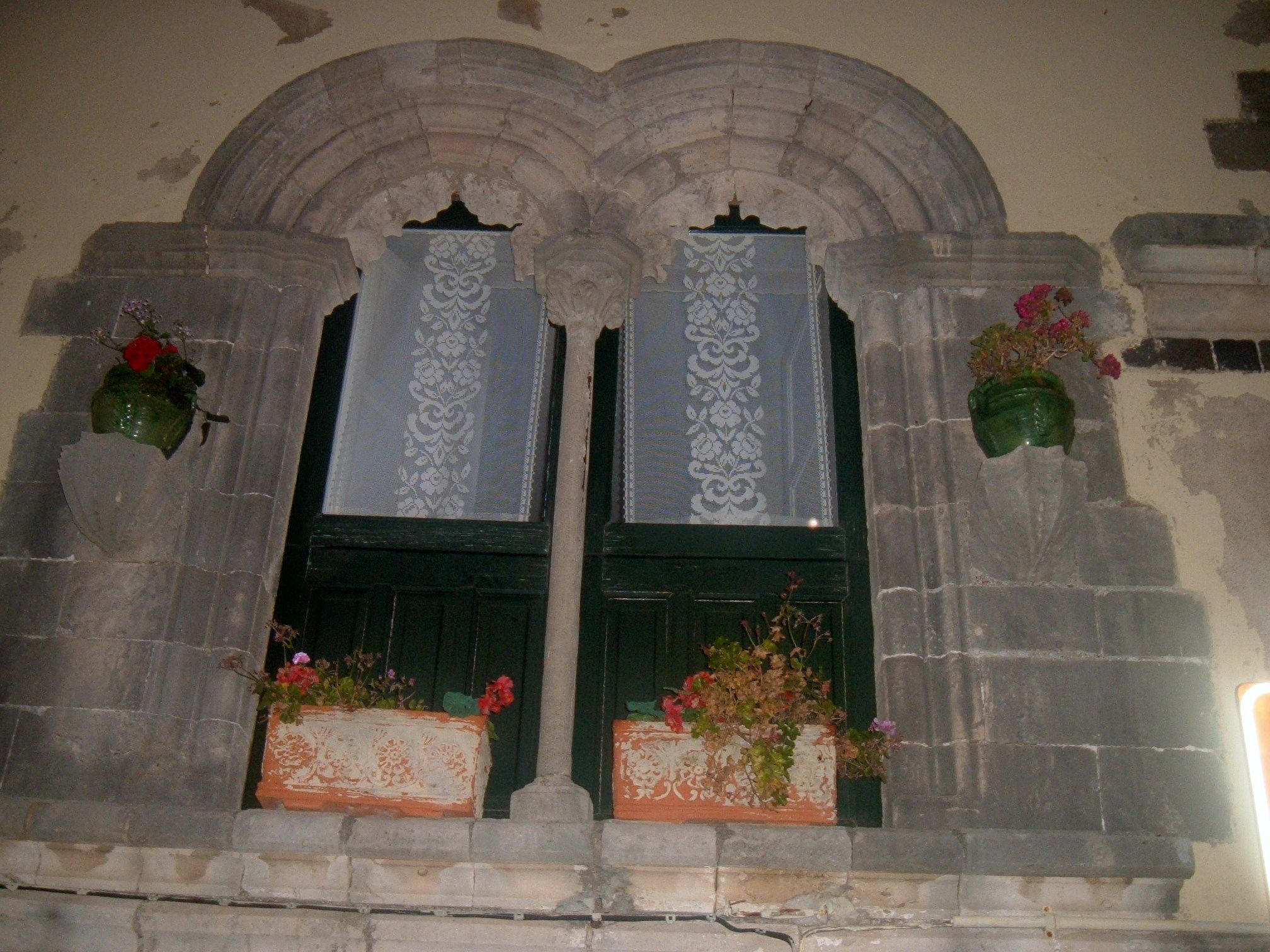
La bifora di Savoca (XV secolo)

A partire alla seconda metà del XVI secolo, il Regno di Sicilia subì una progressiva erosione della sua indipendenza politica, entrando a far parte di quello che era sempre più un Impero universale, l'Impero spagnolo; la Sicilia rimaneva pur sempre indipendente, soprattutto da un punto di vista amministrativo, giudiziario e finanziario, ma la politica estera e quella militare la sottoponevano alla Spagna.
Dal canto suo, la Corona di Spagna, titolare del Trono dell'Isola, al fine di neutralizzare il nazionalismo siciliano acuì le discordie e le divisioni tra le due maggiori città, soffiando sul fuoco delle dispute municipalistiche che esistevano tra Palermo e Messina. Era un periodo in cui molti giuristi e intellettuali siciliani auspicavano la necessità di avere un sovrano siciliano per l'isola, al fine di risollevarne le sorti politiche. In buona sostanza i monarchi spagnoli, prendendo le parti di Messina contro Palermo e viceversa, non facevano altro che indebolire entrambe le città.
Era questo il clima politico che si respirava in Sicilia nel corso del Seicento e, nonostante il discreto sviluppo agricolo, artigianale e mercantile, Savoca subiva questa difficile congiuntura e la sottomissione alla città di Messina, da cui era, dal 1435, costretta a dipendere per l'approvvigionamento del grano; quindi i savocesi, non potendosi più rifornire a Randazzo, per far fronte alla carenza di grano, erano costretti a fare affidamento solo sulle non floride scorte della città dello Stretto.
Nel 1641 il campanile della Chiesa Matrice cittadina venne dotato di un mirabile orologio a una lancetta (per le sole ore) che aveva la particolare e molto rara caratteristica di ruotare in senso antiorario. La presenza di questo singolare meccanismo di misurazione del tempo non ha eguali in Sicilia e nel Mezzogiorno d'Italia
Negli anni 1645-1646, la Sicilia fu colpita prima da una gravissima siccità e poi da piogge fuori stagione che causarono un brusco calo dei raccolti e una conseguente crisi granaria in tutta l'Isola, le autorità imposero la diminuzione della pezzatura standard del pane che inevitabilmente portò a un drastico aumento del prezzo di questo genere di prima necessità. La popolazione mal tollerò questo provvedimento e, tra la primavera e l'estate del 1647, scoppiarono a Palermo, Catania e altre città, vasti moti di protesta, capeggiati da Giuseppe D'Alesi, che assunsero un carattere prettamente nazionalista. Messina, dotata di una certa autonomia che ne faceva una sorta di "Repubblica mercantile", essendo in continua disputa municipalistica con Palermo, non si unì a detti moti. I savocesi, al contrario, cercarono di prendere parte alle rivolte in chiave indipendentista, antispagnola e antimessinese. Stando a quanto narra Caio Domenico Gallo, all'alba di domenica 14 luglio 1647, era prevista un'insurrezione, capeggiata da tre capipopolo locali: si dovevano prendere d'assalto e depredare le case dei "cittadini più doviziosi", i cui magazzini erano pieni di olio, farina, vino e altri generi alimentari. Tuttavia, il giorno prima della rivolta, una spia mise in guardia le autorità militari e i promotori vennero catturati e giustiziati nel castello di Pentefur poche ore prima dello scoppio del tumulto. Continua ancora Caio Domenico Gallo scrivendo che nella "nobile città di Messina" si sparse voce che i "paesani savocesi erano gente audace e facinorosa"; da allora, su ordine del Senato Messinese, durante la notte, le strade e i quartieri di Savoca erano sorvegliati da ronde continue di soldati.

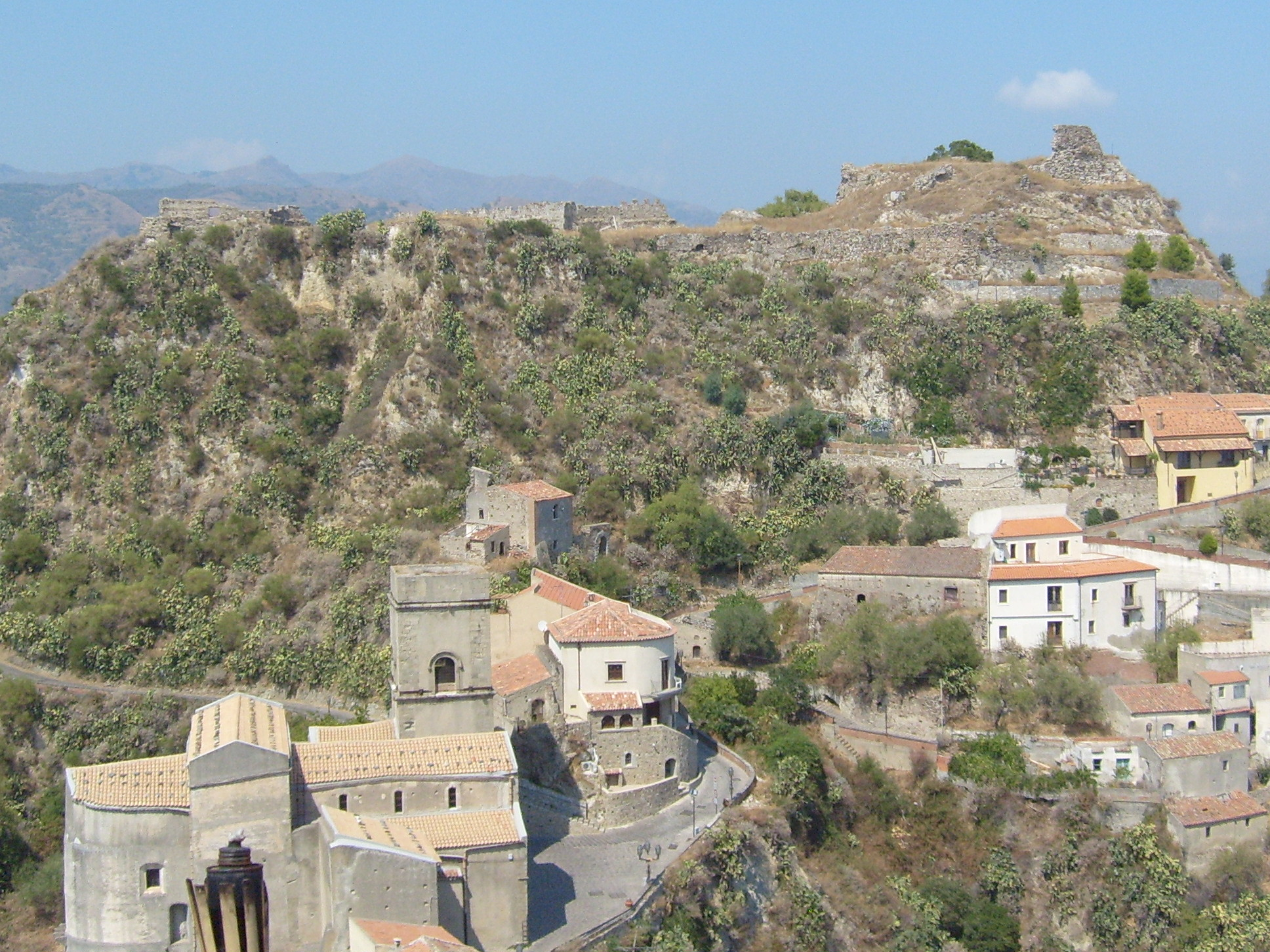
Le rovine del Castello di Pentefur che dominano l'abitato di Savoca

Con la Rivolta del 1674/78, Messina, seconda capitale di Sicilia, al fine di continuare a incrementare gli antichi privilegi economici e commerciali che l'avevano resa prospera, sotto la vigorosa guida del suo Senato (espressione della potente oligarchia cittadina) si sollevò contro la Monarchia e, con l'intento di costituirsi in Repubblica oligarchica mercantile, si separò dal Regno di Sicilia chiedendo aiuto al Regno di Francia di Luigi XIV che intervenne nel conflitto in soccorso dei messinesi. 
Al pari di tutte le altre città siciliane, Savoca rimase fedele a re Carlo II, contribuendo a isolare la rivolta secessionista. Antiche cronache riferiscono che, il 25 febbraio 1675, le milizie savocesi, dopo una giornata di combattimenti, riuscirono a respingere l'attacco sferrato dai ribelli messinesi al loro territorio. Dopo più di due anni di violenti scontri, il 3 novembre 1676, subito dopo la caduta di Taormina e Scaletta in mano francese e dopo le devastazioni perpetrate dai messinesi nella vicina Fiumedinisi; i savocesi, volendo scongiurare un violento assalto nemico alla loro città, si arresero ai francesi e alla ribelle Messina, riuscendo a negoziare con essi una vantaggiosa capitolazione. Questo trattato venne stipulato tra una delegazione di diciassette notabili savocesi, guidata dal Capitano giustiziere cittadino don Stefano Trischitta, e il visconte di Vivonne Louis Victor de Rochechouart de Mortemart, comandante del contingente transalpino. In base a detta capitolazione, i francesi si impegnarono ad occupare Savoca senza colpo ferire, concedendole altresì qualche effimero privilegio, come l'erezione a capoluogo della Comarca di Taormina (che aveva un territorio che si estendeva dal Capo Scaletta al Fiume Alcantara e ai paesi della sua Valle) e migliori condizioni di vita per i ceti meno abbienti. Ciò nonostante i savocesi, nel marzo 1678, da soli scacciarono dal loro castello gli occupanti franco-messinesi. Dopo la pace di Nimega, i francesi abbandonarono Messina l'8 aprile 1678; le truppe siculo-spagnole, dopo aver neutralizzato le ultime resistenze e riconquistato la città dello Stretto, ne decretarono la morte civile.
Nel 1693 un catastrofico terremoto devastò la Sicilia sud-orientale, Savoca venne colpita solo marginalmente; tuttavia, secondo antiche cronache il terremoto cagionò danni al castello di Pentefur e alla Chiesa di San Nicolò. Nel 1695, Savoca perse il dominio sui villaggi di Pagliara e Locadi, che divennero municipalità autonome dotate di ufficiali propri.

## Il Settecento
Con il trattato di Utrecht, nel 1713, il Regno di Sicilia cambiò, dopo due secoli, dinastia regnante, passando dagli Asburgo di Spagna ai Savoia, i quali, nel 1718, lo cedettero agli Asburgo d'Austria; tale situazione produsse una grave crisi politica sull'isola, che si protrasse fino al 1734. Nel corso del XVIII secolo, dal punto di vista sociale e culturale, Savoca mantenne sempre il suo prestigio, arrivando a toccare il picco massimo, mai raggiunto prima, di popolazione residente: 5.145 abitanti nel 1713 e dando i natali e la prima formazione, a diverse personalità di intellettuali e artisti come l'erudito letterato Giacomo Pizzòlo (1597-1660ca) definito dal Mongitore "diligente cercatore di antichi monumenti"; il pittore Filippo Giannetto; i teologi Padre Antonio da Savoca (n. ? - m. 1751) dell'Ordine dei Cappuccini e l'Abate Sac. don Giuseppe Nicòtina (1715-1795) professore di sacra Teologia in Messina e Palermo; il Sac. Don Antonino Garufi (1775-1842), poeta di epigrammi in latino e professore di Filosofia presso il Seminario di Palermo; i quattro giuristi Filippo Fleres (1686-1765ca), consultore del Sacro Regio Consiglio, autore di pubblicazioni in materia amministrativa e fiscale e giudice del Tribunale del Concistoro del Regno di Sicilia nell'anno 1743, Giuseppe Trimarchi (1729-1784), giudice della Corte Pretoriana di Palermo nel 1767-68, del Tribunale del Concistoro negli anni 1775-76-77 e della Gran Corte civile nel 1784, Filippo Trischitta (1761-1826), Giudice del Tribunale della Regia Udienza di Messina e Pasquale Cicala (1769-1826) che oltre a ricoprire le cariche di Giudice della Gran Corte Civile di Messina e docente universitario, ebbe fama di "celebre letterato"; il filologo sac. don Antonino Puliatti, Accademico dei Pericolanti, fondatore e docente, di una scuola di latino e belle lettere a Savoca; il prof. Matteo Procopio, Docente di letteratura presso l'Accademia Carolina di Stoccarda e traduttore di numerosi autori tedeschi; il poeta in lingua siciliana Vincenzo Cardile; il medico e accademico prof. Carmelo Pugliatti e il di lui fratello, il sacerdote e filosofo don Vincenzo Pugliatti (1785-1861).
Lo sviluppo economico, sociale e culturale consentì anche a Savoca la costituzione di enti sociali di beneficenza: il sac. don Vincenzo Giannetto (1698-1758) con testamento datato 28 marzo 1758 istituì un Monte frumentario con un capitale di cento onze; qualche decennio più tardi, nel 1838, Vincenzo Maria Trischitta (1772-1852) istituì un altro Monte frumentario a sostegno dei contadini poveri del paese.
Nell'estate del 1743, un'epidemia di peste, propagatasi da Messina, infettò anche Savoca e le sue contrade cagionando numerosi decessi. Nel 1795 il grosso centro di Casalvecchio si emancipò dal dominio savocese, costituendosi comune autonomo. Alla fine del Settecento iniziò il declino della cittadina collinare, che iniziò lentamente a spopolarsi a favore dei centri rivieraschi.

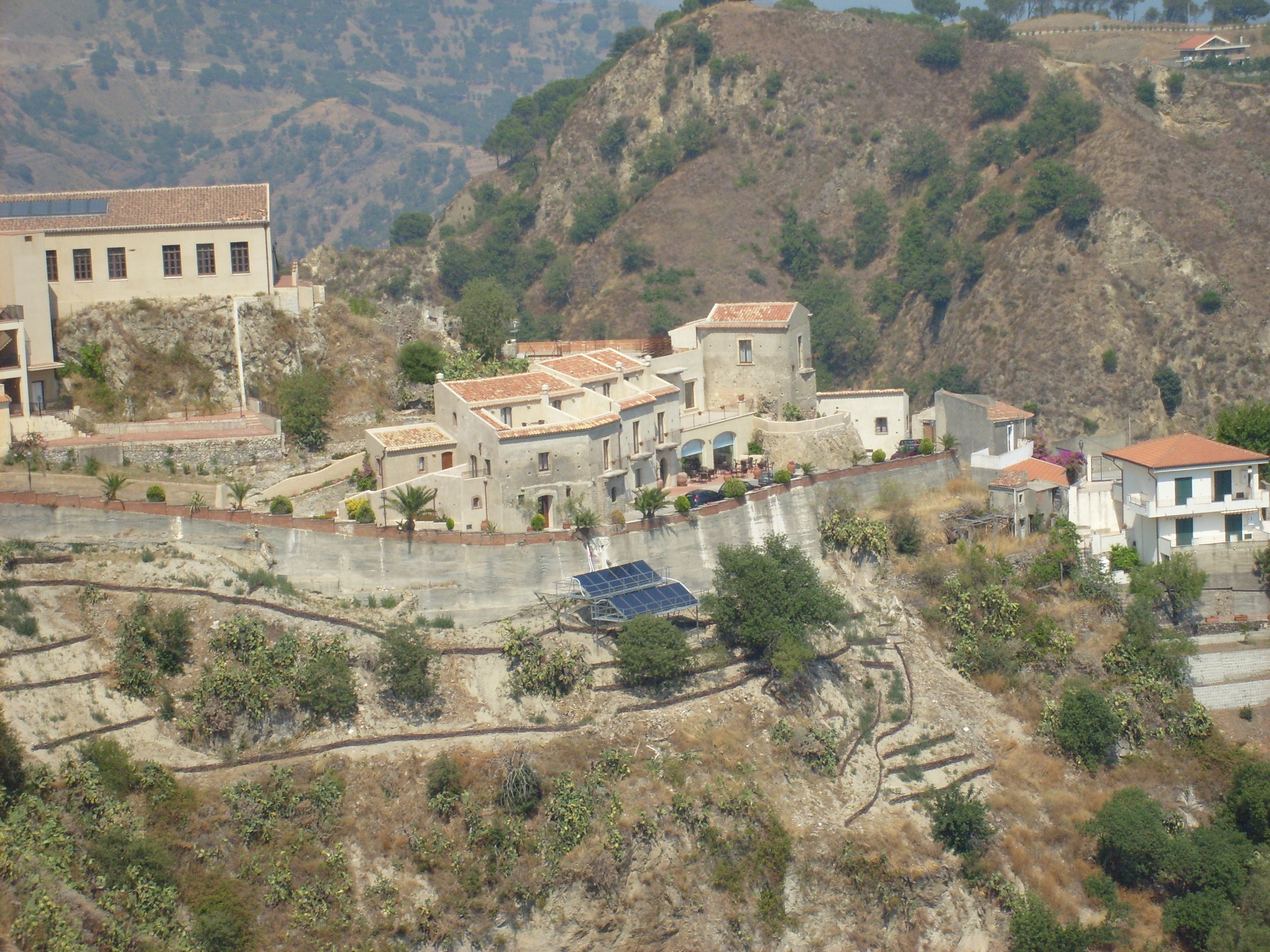
il pittoresco quartiere San Rocco

## Prima metà dell'Ottocento
Nel 1810, sul proprio territorio comunale, sulla riva sinistra della fiumara d'Agrò, Savoca ospitò un campo militare dell'Esercito britannico avente il compito di impedire, nel Regno di Sicilia, alleato della quinta coalizione antinapoleonica, possibili sbarchi e invasioni degli eserciti nemici provenienti dal Regno di Napoli di Gioacchino Murat. 
Nel 1812 venne promulgata la nuova Costituzione del Regno di Sicilia che, all'avanguardia nel panorama giuridico europeo, abolì il feudalesimo nell'isola: ciò comportò la fine del mero e misto imperio degli Archimandriti messinesi sulla cittadina di Savoca.
Tuttavia, l'8 dicembre 1816, dopo più di sei secoli di indipendenza, il Regno di Sicilia venne soppresso da Ferdinando III di Borbone e accorpato al Regno di Napoli, generando il Regno delle Due Sicilie; ciò produsse un'onda di forte malcontento nel popolo siciliano. Nel 1817, con la soppressione delle Comarche siciliane, il nuovo Stato stravolse l'antica ripartizione amministrativa della Sicilia e Savoca venne inglobata nel distretto di Castroreale, diventando capoluogo dell'omonimo circondario: uno dei 27 circondari in cui la neonata Provincia di Messina era ripartita. Nonostante tutto ciò, cominciava la decadenza economico-politica di Savoca. 
Dal 1º ottobre 1818 la Terra di Savoca diventò il Comune di Savoca governato da un sindaco di nomina governativa (l'ultimo Archimandrita a esercitare il mero e misto imperio fu Emanuele II De Gregorio).
In occasione dei moti siciliani del 1820-1821, in Savoca si registrarono dei gravi tumulti popolari promossi e organizzati da alcuni nazionalisti antiborbonici appartenenti alla borghesia e al notabilato locali, come Angelo Caminiti, Nunzio Cuglitore e il notaio Luigi Trischitta. Dette sommosse si verificarono tra il 23 e il 30 luglio 1820 e videro una consistente partecipazione popolare. In quell'occasione, gli abitanti delle borgate rivierasche, soprattutto contadini, operai e pescatori, esasperati anche dalla pesante pressione fiscale imposta dall'amministrazione savocese, assalirono il centro storico, devastarono il Palazzo municipale e la sede del Regio Giudicato, espugnarono il carcere liberando i detenuti, incendiarono l'antico archivio cittadino e misero a soqquadro le residenze private del sindaco Domenico Scarcella, del giudice circondariale, del cassiere comunale e degli arcipreti del paese. Il processo che ne seguì si concluse con la totale assoluzione (per carenza di prove) degli organizzatori, ma vide la condanna a pene severe nei confronti di diversi popolani che con convinzione avevano partecipato alle sommosse.
Tra il 1820 e il 1830, in Savoca, si esercitavano ancora ben 25 mestieri, i più diffusi erano: tintore, murifabbro, mulattiere, mugnaio, ferraio, calzolaio, bracciale, bottaio, aromatorio; nello stesso periodo, esistevano, altresì, alcune professioni femminili, quali filandaia, tessitrice, levatrice e faticatrice; nel 1831 la popolazione era scesa a 3.285 unità. Dal 1846, anche il villaggio di Antillo si separò da Savoca, diventando comune autonomo.
La mattina del 25 dicembre 1847, per le vie di Savoca, comparvero affissi dei manifesti che recavano il seguente proclama: "Fratelli, l'ora è sonata! All'armi! All'armi!", poche settimane dopo, il 12 gennaio 1848, la Sicilia intera si sollevò contro il Regno delle Due Sicilie, autoproclamandosi indipendente e restaurando l'antico Parlamento siciliano. Anche Savoca prese parte alla Rivoluzione siciliana del 1848; sotto la guida di alcuni personaggi del notabilato locale, come Giuseppe Caminiti (figlio del succitato Angelo Caminiti), il sacerdote Vincenzo Trimarchi, il notaio Carmelo Salvadore, il sacerdote Domenico Altadonna, il notaio Vincenzo Saverio Fleres, il chirurgo Innocenzo Fleres, il medico Vincenzo Toscano e il possidente Giuseppe Cacopardo, i quali, oltre all'intento rivoluzionario e nazionalista, erano decisi a scalzare dal potere le vecchie famiglie aristocratiche e filo-borboniche presenti a Savoca. Detta Rivoluzione indipendentista venne violentemente repressa dall'Esercito delle Due Sicilie dopo 16 mesi di guerra, tuttavia i promotori poterono godere di generale amnistia. 
Il 17 marzo 1851, il decurionato savocese, convocato a Messina presso la sede dell'Intendenza Provinciale Messinese, deliberò a maggioranza (6 voti contro 4) il nulla osta all'autonomia comunale di Santa Teresa di Riva.

## Dalla seconda metà dell'Ottocento a oggi

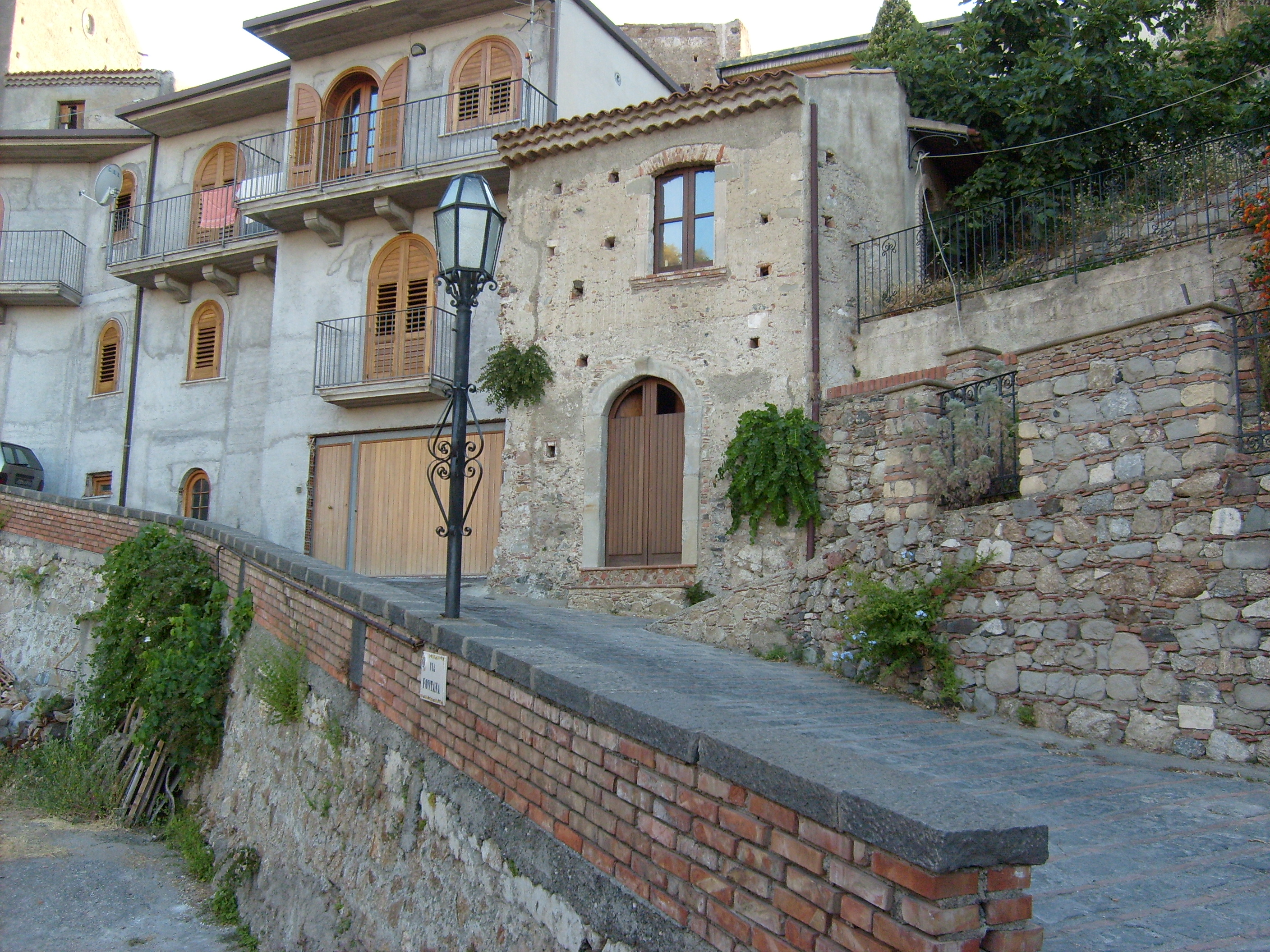
Scorcio del quartiere medievale di San Michele

Anche se in misura ridotta rispetto al passato, durante tutto il XIX secolo la cittadina di Savoca continuò a godere di un discreto prestigio sociale e culturale; tra gli intellettuali di maggior rilievo di questo periodo il medico prof. Santi Scarcella (1817-1878), allievo e successore di Anastasio Cocco nella cattedra di Farmacologia presso l'Università di Messina; il prof. Michele Crisafulli Trimarchi (1826-1903) primo preside della Facoltà di Medicina dell'Ateneo messinese e il prof. Giuseppe Crisafulli Trimarchi (1819-1887) che fu maestro di Tommaso Cannizzaro e poi preside della Facoltà di Lettere della stessa Università.
Nel 1854 le borgate rivierasche di Furci, Bucalo, Porto Salvo e Barracca si separarono dall'amministrazione savocese dando origine al comune di Santa Teresa di Riva. Allo stesso periodo risale la crisi della viticoltura e della bachicoltura, quest'ultima causata dall'annessione della Sicilia al neonato Regno d'Italia nel 1861: la costruzione della strada rotabile sul litorale ionico (oggi Strada statale 114 Orientale Sicula) nel 1828 e la realizzazione della ferrovia Messina-Siracusa nel 1867 tagliarono Savoca fuori dalle principali vie di comunicazione. Tra il 1796 e il 1863 l'arciprete della Chiesa Madre savocese perse, dopo secoli, la supremazia su chiese, parrocchie e cappelle dei comuni circostanti. Nel 1855 Savoca cessò di essere capoluogo del suo circondario, perdendo le sedi del Regio Giudicato e del Carcere che vengono trasferite a Santa Teresa di Riva, nuovo capoluogo di Circondario; nello stesso anno chiuse i battenti l'ultima filanda. Tutti questi fattori ebbero come conseguenza l'emigrazione verso i comuni rivieraschi (soprattutto verso Santa Teresa di Riva), ma anche verso il Nord Italia o l'estero; tali flussi spopolarono quasi completamente questo antico centro collinare.
Ad aumentare la decadenza influirono anche fattori di carattere naturale. Nel gennaio 1880, dopo tredici giorni di pioggia intensa, un grande movimento franoso provocò la distruzione di quasi tutto il quartiere di Sant'Antonio con l'omonima chiesetta del XVI secolo e della monumentale chiesa di Santa Lucia con l'annesso convento dei Domenicani del 1465. Il drammatico evento meteorologico venne così narrato dalla Gazzetta di Messina del 5 febbraio 1880 con riferimento ai vicini paesi di Mandanici e Pagliara: 
"Dal 20 gennaio al 2 febbraio, per 13 giorni e 13 notti consecutivi senza interruzioni, vennero le piogge dopo che la neve aveva coperto quei monti per parecchie settimane. I danni che ne derivarono furono ingenti. In tutto il territorio, compreso quello del limitrofo comune di Pagliara, vi furono parecchie frane che trascinarono nei torrenti muri, alberi, animali e manufatti di ogni genere. Crollarono varie case e vi furono tre morti"
A quanto pare a Savoca non ci furono vittime, ma senza dubbio si verificò una diminuzione degli abitanti del paese che si trasferirono altrove.
Nel 1884 si procedette alla soppressione della minuscola diocesi archimandritale di Savoca, costituita nel 1468.
Nel XX secolo, anche il terremoto del 1908 contribuì alla decadenza di Savoca, provocando il crollo del palazzo municipale (l'antica Curia del XIV secolo) e danneggiando la chiesa madre e la chiesa di San Nicolò. Nel 1929, si procedette alla soppressione, per opera del regime fascista, del comune di Savoca e al suo accorpamento a quello di Santa Teresa di Riva. L'antico paese venne spogliato per mano di una classe politica senza scrupoli, lo stesso palazzo municipale venne venduto all'asta. Tale situazione amministrativa si mantenne fino al 1948, allorquando, grazie all'interessamento del deputato regionale savocese avv. Rosario Cacopardo e a un provvedimento della Regione Siciliana, Savoca riconquistò l'autonomia comunale.
Solo negli ultimi quarant'anni Savoca sta lentamente vivendo un nuovo periodo di sviluppo, grazie anche al fatto che dal 1970 è stata scelta come set di numerosi film e fiction, in primis Il Padrino di Francis Ford Coppola. Il centro storico si sta sviluppando urbanisticamente mediante dei precisi parametri che mirano a valorizzare il patrimonio architettonico e paesaggistico presente e numerose strutture ricettive hanno aperto i battenti. Dal 1997 a Savoca è stato istituito un comando stazione del Corpo forestale della Regione siciliana. Dal 2008 Savoca è entrata a far parte dell'associazione i borghi più belli d'Italia. Nel mese di luglio del 2010, il Ministero per i beni e le attività culturali ha finanziato un progetto che prevede la ricostruzione virtuale del borgo medievale di Savoca dalle origini ai giorni nostri, ripercorrendone tutte le fasi storiche.

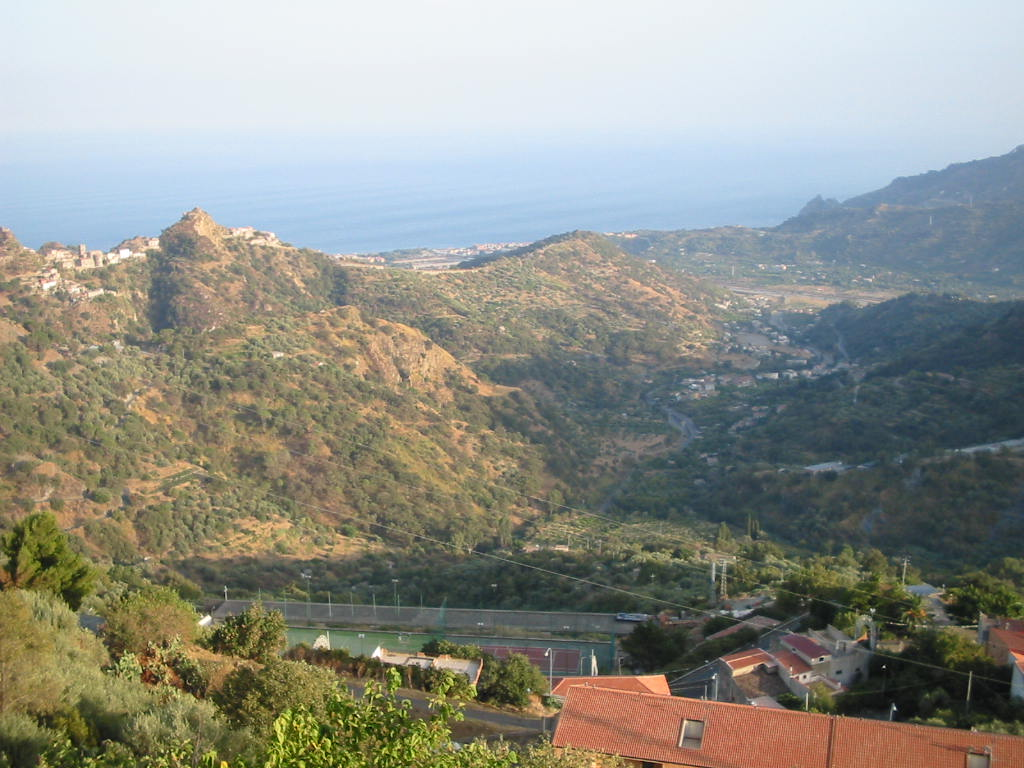
A sinistra nella foto, Savoca vista da Casalvecchio Siculo